# Simon Whitfield
Simon Whitfield   (Kingston, 16 de maig de 1975) és un triatleta canadenc, guanyador de dues medalles olímpiques.

## Carrera esportiva
Va participar, als 25 anys, en els Jocs Olímpics d'Estiu del 2000 realitzats a Sydney (Austràlia), on va aconseguir guanyar la medalla d'or en la prova masculina de triatló. En els Jocs Olímpics d'Estiu de 2004 realitzats a Grècia (Atenes) aconseguí finalitzar onzè en aquesta mateixa prova, aconseguint guanyar la medalla de plata en els Jocs Olímpics d'Estiu de 2008 realitzats a Pequín (Xina).
El 1999 aconseguí guanyar la medalla de bronze en els Jocs Panamericans i el 2002 aconseguí guanyar l'or en els Jocs de la Commonwealth.
Es va retirar el 2013, després de ser l'abanderat de la delegació canadenca als Jocs Olímpics de Londres 2012.